# Arnošt z Újezdce a Kúnic
Arnošt rytíř z Újezdce a Kúnic (? – 1560) byl český šlechtic z rodu Kouniců a majitel jilemnického panství.

## Životopis
O mládí Arnošta z Újezdce a Kúnic se nedochovaly žádné písemné pozůstatky. První zmínku nacházíme roku 1512, kdy se úspěšně domohl znovupřijetí újezdeckých rytířů mezi české pány.
Roku 1522 po smrti Hynka z Valdštejna kupuje se svými bratry Václavem a Janem horní polovinu jilemnického panství, díky čemuž se začali psát „Jilemnickými z Újezdce“. Z neznámých důvodů však Arnošt později vlastní panství sám. 
V Rokytnici nad Jizerou zakládá první sklárny. Roku 1545 se stává přísedícím většího zemského soudu. Byl velkým zastáncem Jednoty bratrské. Roku 1547 se účastní protihabsburského povstání a je za to potrestán spadnutím jilemnického panství do královského manství.
Datum úmrtí Arnošta z Újezdce a Kúnice je nejasné. August Sedláček uvádí rok 1560. Roku 1574 získává panství Jilemnice od krále Maxmiliána II. do dědičného vlastnictví jeho syn, Záviš Jilemnický z Újezdce.

## Potomstvo
- Záviš Jilemnický z Újezdce (†1577)[7]
- Anna (†1582–1583) — manželka Viléma Křineckého z Ronova